# La voix du bon Dieu
A La voix du bon Dieu (magyarul A jó Isten hangja) Céline Dion kanadai énekesnő első, francia nyelvű stúdióalbuma, mely 1981. november 9-én jelent meg Quebecben (Kanada).

## Háttér
A stúdióalbum tartalmazza Céline Dion első három kislemezdalát: a Ce n’était qu’un rêve-t, melynek társszerzője is, a La voix du bon Dieu és a L’amour viendra című dalokat, valamint két feldolgozást: Renée Lebas T'ire l'aiguille és Berthe Sylva Les roses blanches című dalainak feldolgozásait.
Az énekesnő ezen és a következő francia lemezein szintén együtt dolgozott Eddy Marnay-vel, aki többek között Barbra Streisand, Édith Piaf, Nána Múszhuri és Claude François számára is írt dalokat.
René Angélil, Dion ügynöke, majd később férje is, jelzálogot vett föl saját házára, hogy belekezdjen saját lemezkiadó cégének működtetésébe és Dion első lemezének kiadásába. Két album egyidejű megjelenését határozták el, a La voix du bon Dieu-t és a Céline Dion chante Noël-t, melyen karácsonyi dalok hangzottak el. 1981-ben 30 000 példányban keltek el a lemezek, és a következő években kb. 125 000 darabot adtak el. A La voix du bon Dieu albumból összesen 100 000 darab fogyott el. A lemezről két dal is a québeci 20-as listák szereplője volt, a Ce n’était qu’un rêve és La voix du bon Dieu legjobb helyezése a 11. és 14. hely volt. 2005-ben az énekesnő On ne change pas című legnagyobb válogatásalbumára felkerült mindkét dal is.

## Az album dalai
| #  | Cím                   | Szerző(k)                                    | Hossz |
| -- | --------------------- | -------------------------------------------- | ----- |
| 1. | La voix du bon Dieu   | Eddy Marnay, Suzanne-Mia Dumont              | 3:22  |
| 2. | Au secours            | Robert Leroux, Pierre Létourneau             | 3:31  |
| 3. | L’amour viendra       | Marnay, Amerigo Cassella, Dario Baldan Bembo | 4:20  |
| 4. | Autour de moi         | Thérèse Dion, Pierre A. Tremblay             | 3:00  |
| 5. | Grand maman           | T. Dion, Céline Dion, Jacques Dion           | 3:42  |
| 6. | Ce n’était qu’un rêve | T. Dion, C. Dion, J.Dion                     | 3:52  |
| 7. | Seul un oiseau blanc  | Marnay, Daniel Hétu                          | 4:17  |
| 8. | T’ire l’aiguille      | Marnay, Emilie Stern, Eddie Barclay          | 2:24  |
| 9. | Les roses blanches    | Charles Louis Pothier, Léon Rathier          | 5:56  |

## Megjelenések
| Terület | Megjelenés        | Kiadó         | Formátum        | Katalógusszám |
| ------- | ----------------- | ------------- | --------------- | ------------- |
| Kanada  | 1981. november 9. | Super Étoiles | Hanglemez       | SPE 4101      |
| Kanada  | 1981. november 9. | Super Étoiles | Compact kazetta | 16-SP 1900    |
| Kanada  | 1983              | Saisons       | Hanglemez       | SNS 70000     |
| Kanada  | 1983              | Saisons       | Compact kazetta | SNS 4-70000   |

## Fordítás
Ez a szócikk részben vagy egészben  a   La voix du bon Dieu című angol Wikipédia-szócikk ezen változatának fordításán alapul.  Az eredeti cikk szerkesztőit annak laptörténete sorolja fel. Ez a jelzés csupán a megfogalmazás eredetét és a szerzői jogokat jelzi, nem szolgál a cikkben szereplő információk forrásmegjelöléseként.